# شتالاج لوفت 3
```
شتالاج لوفت 3
 (
(
بالألمانية
: 
Stammlager Luft III
)
؛ حرفيا «المعسكر الرئيسي، الجوي، الثالث»؛ SL III) معسكر 
أسرى حرب
لسلاح الجو النازي 
لوفتفافه
 خلال 
الحرب العالمية الثانية
، حيث ضم أفراد القوات الجوية 
للحلفاء
.
```

تم إنشاء المعسكر في مارس 1942 في مقاطعة سيليزيا السفلى الألمانية بالقرب من بلدة ساجان (زاجان الآن، بولندا)، على 100 ميل (160 كـم) جنوب شرق برلين. تم اختيار الموقع لأن ترابه الرملي جعل من الصعب على أسرى الحرب الهروب بواسطة الأنفاق.
تشتهر مؤامرتين للهروب من قبل الأسرى، واحدة في عام 1943 التي أصبحت أساسًا لفيلم خيالي، الحصان الخشبي (1950)، استنادًا إلى كتاب للهروب إريك ويليامز. الاختراق الثاني - ما يسمى الهروب الكبير - من مارس 1944، تم التخطيط له على يد قائد سرب القوات الجوية الملكية روجر بوشل، وأذن به الضابط البريطاني الكبير في ستالاج لوفت الثالث، هربرت ماسي. تم تصوير نسخة خيالية للغاية من الهروب في فيلم الهروب الكبير (1963)، والذي استند إلى كتاب من قبل السجين السابق بول بريكهيل.
تم تحرير المعسكر من قبل القوات السوفيتية في يناير 1945.

## حياة المخيم 1942-1944

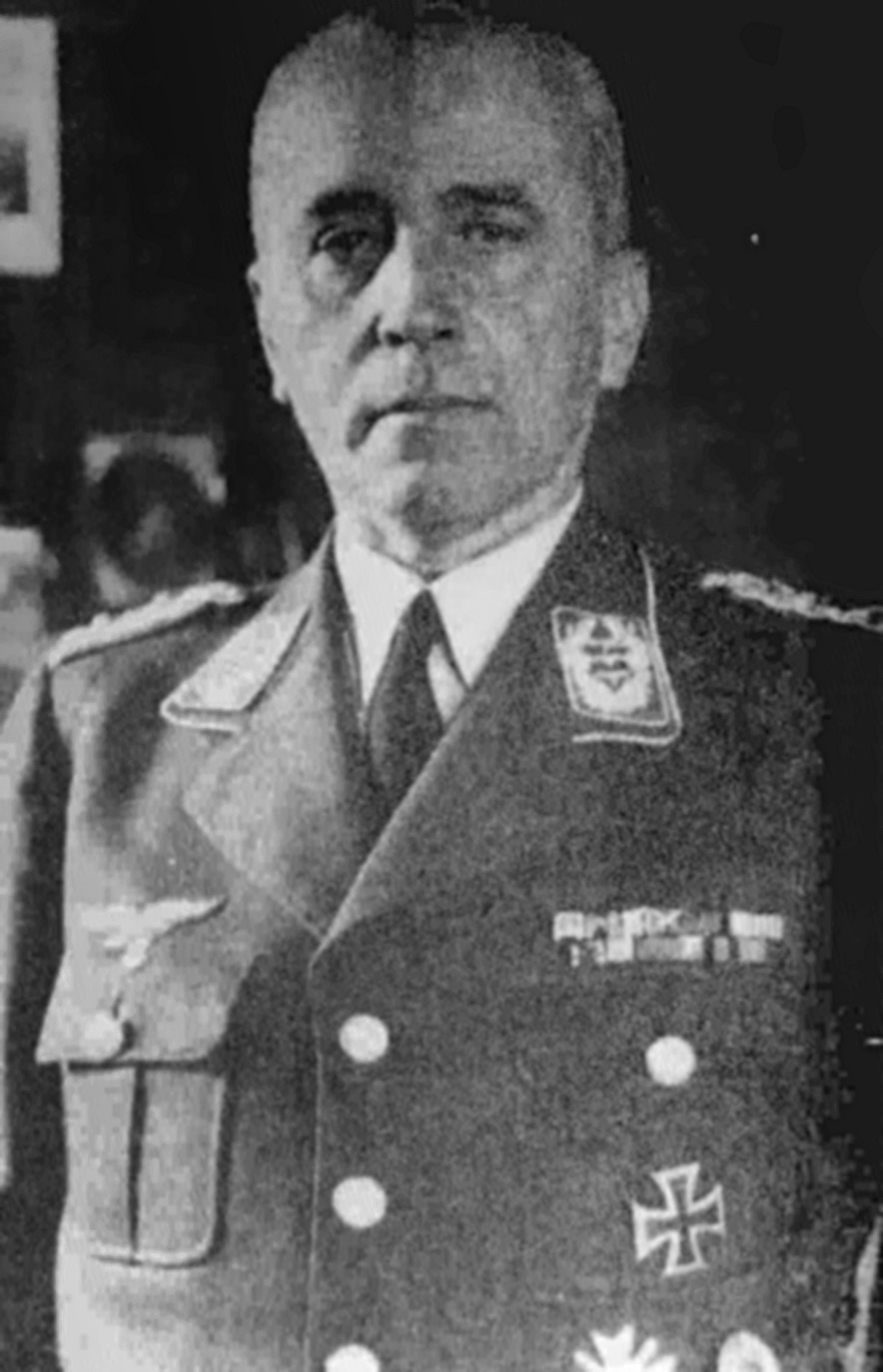
Kommandant Friedrich Wilhelm von Lindeiner-Wildau ، Kommandant of Stalag Luft III.

اتبع الجيش الألماني ممارسة حيث كان كل فرع من فروع الجيش مسؤولًا عن أسرى الحرب من الفروع المماثلة للعدو. ومن هنا كانت لوفتفافه لتكون مسؤولة عادة عن أي أسير من أفراد الحلفاء لسلاح الجو. وشمل ذلك الطيارين البحريين، مثل أعضاء سلاح الأسطول الجوي البريطاني. وفي حالات قليلة، تم احتجاز أفراد آخرين من غير القوات الجوية في ستالاج لوفت الثالث.

## «الهروب الكبير» (1944)

### خلفية
في مارس 1943، وضع قائد سرب القوات الجوية الملكية روجر بوشل خطة للهروب الجماعي من المجمع الشمالي، والتي وقعت في ليلة 24/25 مارس 1944.  تم احتجازه مع الطيارين البريطانيين والكومنولث الآخرين وكان يقود لجنة الهروب التي أدارت جميع فرص الهروب من المجمع الشمالي. تماع للجنة الهروب للدعوة لخطته. 
 «الجميع هنا في هذه القاعة يعيشون في الوقت البدل الضائع. في الواقع يجب أن نكون جميعًا أموات! السبب الوحيد الذي سمح لنا الله بهذه الحصة الإضافية من الحياة هو أن نتمكن من جعل الحياة الجحيم للصيد   . . . في مجمع الشمال نركز جهودنا على الانتهاء والهروب من خلال نفق رئيسي واحد. لا يسمح بأنفاق فرعية. سيتم حفر ثلاثة أنفاق طويلة وعميقة - توم وديك وهاري. سينجح المرء بفعل ذلك!»  